# Nguyễn Thị Khá
Nguyễn Thị Khá (sinh năm 1955), người Khmer, là đại biểu Quốc hội Việt Nam khóa 13, thuộc đoàn đại biểu Trà Vinh. Uỷ viên thường trực Uỷ ban về các vấn đề xã hội của Quốc hội. Ban thường trực Nhóm nữ ĐBQH Việt Nam.

## Tiểu sử
Tên thường gọi: Tám Khá
Ngày sinh: 16/7/1955
Giới tính: Nữ
Dân tộc: Khmer(Khơ-me)
Tôn giáo: Không
Quê quán: Xã Phương Thạnh, huyện Càng Long, Trà Vinh
Trình độ chính trị: Cử nhân chính trị
Trình độ chuyên môn: Cao trung cấp quản lý nhà nước, Trung học y tế
Nghề nghiệp, chức vụ: Ủy viên thường trực Ủy ban về Các vấn đề xã hội của Quốc hội, Ban TT Nhóm nữ ĐBQH Việt Nam
Nơi làm việc: Ủy ban về Các vấn đề xã hội của Quốc hội
Ngày vào đảng: 1/6/1981
Nơi ứng cử: Trà Vinh
Đại biểu Quốc hội khoá: XI,XII,XIII
Đại biểu chuyên trách: Trung ương
Đại biểu Hội đồng Nhân dân: Đại biểu HĐND tỉnh khóa X, XI, XII